# Ficalbia minima
Ficalbia minima är en tvåvingeart som först beskrevs av Tehobald 1901.  Ficalbia minima ingår i släktet Ficalbia och familjen stickmyggor. Inga underarter finns listade i Catalogue of Life.